# Deux-Acren
Deux-Acren [døzakʀ] (en néerlandais Twee-Akren) est un village du Hainaut (Belgique) sis en bordure de la Dendre, entre Lessines et Grammont. Formé en 1804 de la fusion des deux paroisses d'Acren, il fait depuis 1977 administrativement partie de la commune et ville de Lessines, dans la province de Hainaut (Région wallonne de Belgique).

## Évolution démographique
- Sources : INS, Rem. : 1831 jusqu'en 1970 = recensements, 1976 = nombre d'habitants au 31 décembre.

## Histoire
Juste après la Seconde Guerre mondiale, Deux-Acren fut considérée comme la capitale de la camomille. Des nombreuses herboristeries qui y étaient installées il n’en reste plus qu’une : « La Dragonne ».
Lors de la fixation de la frontière linguistique le hameau de Bois d'Acren fut transféré à la commune de Biévène.

## Liste des bourgmestres de 1830 à 1977
- Marcel Collart, de 1965 à 1977, (PSB).

## Patrimoine et culture

### Patrimoine architectural
- L’abbaye des Dames de Beaumont qui y a déclaré un bail de terres en 1670[2].

- L'église Saint-Martin présente la particularité d’avoir son clocher-tour surmonté de deux coqs. Autrefois deux paroisses formaient le village. chacune avait une église. On parlait du « grand Acren » et du « petit Acren ». Lorsque les deux hameaux furent fusionnés pour donner naissance à Deux-Acren, l’église Saint-Martin fut coiffée des coqs des clochers des deux églises (Saint-Géréon et Saint-Martin).

## Personnalités
Ces personnalités ont passé leur adolescence dans le village :
- Jean-Claude Drouot, acteur de théâtre et de cinéma ;
- Claude Criquielion, coureur cycliste, champion du monde sur route ;
- Lou Deprijck, chanteur ;
- Jules Geheniau (1909-1991), professeur de physique, ancien doyen de la faculté des sciences de l'ULB et collaborateur de Louis de Broglie ;
- Gaston Longeval (1898-1980), homme politique .